# Tetramorium tersum
Tetramorium tersum är en myrart som beskrevs av Santschi 1911. Tetramorium tersum ingår i släktet Tetramorium och familjen myror. Inga underarter finns listade i Catalogue of Life.